# Cwmbrân
Cwmbrân (în engleză Cwmbran) este un oraș în sudul Țării Galilor.
Populația orașului la recensământul din 2004 era de 47.254 locuitori.

## Orașe înfrățite
- Bruchsal, Germania